# Anoraknophobia
Anoraknophobia è il dodicesimo album in studio del gruppo musicale britannico Marillion, pubblicato il 7 maggio 2001 dalla Intact Records.

## Tracce
Testi di Steve Hogarth (eccetto dove indicato), musiche dei Marillion.
1. Between You and Me – 6:28
2. Quartz – 9:07
3. Map of the World – 5:02 (testo: Steve Hogarth, Nick Van Eede)
4. When I Meet God – 9:18
5. The Fruit of the Wild Rose – 6:57
6. Separated Out – 6:13
7. This Is the 21st Century – 11:07
8. If My Heart Were a Ball It Would Roll Uphill – 9:28

CD bonus nell'edizione deluxe
1. Number One – 2:49
2. Fruit of the Wild Rose (Demo) – 6:20
3. Separated Out (Demo) – 6:04
4. Between You and Me (Mark Kelly Remix) – 5:08

- Enhanced Video

1. Number One (Recording Demo)
2. Map of the World (Recording Demo)

## Formazione
Gruppo
- Steve Hogarth – voce, pianoforte e percussioni aggiuntive
- Steve Rothery – chitarra
- Pete Trewavas – basso, chitarra aggiuntiva (traccia 3), voce aggiuntiva e cori
- Mark Kelly – tastiera
- Ian Mosley – batteria

Altri musicisti
- Stephanie Sobey-Jones – violoncello occasionale
- Dizzy Spell, Sofie, Nial – voci aggiuntiva (traccia 5)

Produzione
- Dave Meegan – produzione, registrazione, missaggio
- Stewart Every – assistenza tecnica
- Simon Heyworth – mastering